# SK Slavia Praha 2008/2009
Tento článek se podrobně zabývá sestavou a zápasy týmu SK Slavia Praha v sezoně 2008 - 2009.

## Úspěchy a důležité momenty
- Do 2. listopadu Slavia neinkasovala v zápasech v Edenu branku, včetně zápasů Ligy mistrů a Poháru UEFA
- Slavia do 23. kola vyhrála všechny domácí zápasy a neprohrála žádný z patnácti domácích zápasů
- Slavia obhájila mistrovský titul, což se jí naposledy povedlo před 66 lety

## Soupiska
| #  | Pozice | Hráč              |
| -- | ------ | ----------------- |
| 2  | Z      | Petr Trapp        |
| 3  | O      | Erich Brabec      |
| 4  | O      | David Hubáček     |
| 5  | O      | Ronald Šiklić     |
| 6  | Ú      | Tomáš Pekhart     |
| 7  | Z      | Peter Grajciar    |
| 8  | Ú      | Petr Janda        |
| 10 | Z      | Marek Jarolím     |
| 11 | Z      | Vladimír Šmicer   |
| 12 | O      | František Dřížďal |
| 13 | Z      | Milan Černý       |
| 15 | Z      | Marek Kindel      |
| 16 | Ú      | Pavel Fořt        |
| 17 | O      | Marek Suchý       |
| 18 | Z      | Dušan Švento      |

| #  | Pozice | Hráč             |
| -- | ------ | ---------------- |
| 20 | Ú      | Milan Ivana      |
| 21 | Z      | Tijani Belaid    |
| 22 | B      | Jakub Diviš      |
| 23 | Z      | Ladislav Volešák |
| 24 | Ú      | Aleš Besta       |
| 25 | O      | Jan Hošek        |
| 26 | Z      | Jaroslav Černý   |
| 27 | Z      | Amadou Cissé     |
| 28 | B      | Martin Vaniak    |
| 29 | O      | Josef Kaufman    |
| 30 | U      | Gianluca Litteri |
| 31 | B      | Deniss Romanovs  |
| 33 | Z      | James Dens       |
|    | O      | Jiří Studík      |
|    | Z      | Jan Kovařík      |

### Změny v kádru v letním přestupovém období 2008–2009
| sezóna  | stát       | jméno            | odkud přišel      | poznámka        |
| ------- | ---------- | ---------------- | ----------------- | --------------- |
| 2008/09 | Česko      | Tomáš Jablonský  | SK Kladno         | Konec hostování |
| 2008/09 | Česko      | Jiří Studík      | FK SIAD Most      | Konec hostování |
| 2008/09 | Česko      | Tomáš Necid      | FK Jablonec 97    | Konec hostování |
| 2008/09 | Česko      | Jakub Diviš      | SK Sparta Krč     | Konec hostování |
| 2008/09 | Česko      | Lukáš Vácha      | FC Slovan Liberec | Konec hostování |
| 2008/09 | Česko      | Milan Ivana      | 1.FC Slovácko     |                 |
| 2008/09 | Chorvatsko | Ronald Šiklić    | NK Slaven Belupo  |                 |
| 2008/09 | Tunisko    | Tijani Belaid    | Inter Milan       |                 |
| 2008/09 | Guinea     | Amadou Cissé     | FC Aubervilliers  | [ 1 ]           |
| 2008/09 | Itálie     | Gianluca Litteri | Inter Milán       | hostování       |
| 2008/09 | Slovensko  | Peter Grajciar   | FC Nitra          |                 |

| sezóna  | stát  | jméno                  | kam odešel              | poznámka        |
| ------- | ----- | ---------------------- | ----------------------- | --------------- |
| 2008/09 | Česko | Jan Blažek             | FC Slovan Liberec       | Konec hostování |
| 2008/09 | Česko | Daniel Pudil           | FC Slovan Liberec       | Konec hostování |
| 2008/09 | Česko | Bořek Dočkal           | FC Slovan Liberec       |                 |
| 2008/09 | Česko | Josef Kubásek          | FK Baník Sokolov        | Konec hostování |
| 2008/09 | Česko | David Střihavka        | Viktoria Plzeň          | Konec hostování |
| 2008/09 | Česko | Ondřej Šourek          | MŠK Žilina              |                 |
| 2008/09 | Česko | David Kalivoda         | 1. FC Brno              |                 |
| 2008/09 | Česko | Jan Kovařík            | Dynamo České Budějovice | Hostování       |
| 2008/09 | Česko | Martin Abraham         | SK Slavia Praha B       |                 |
| 2008/09 | Česko | Theodor Gebre Selassie | FC Slovan Liberec       | Hostování       |
| 2008/09 | Česko | Tomáš Jablonský        | FK Bohemians Praha      | Hostování       |

### Změny v kádru v zimním přestupovém období 2008–2009
| sezóna  | stát     | jméno           | odkud přišel       | poznámka           |
| ------- | -------- | --------------- | ------------------ | ------------------ |
| 2008/09 | Česko    | Jan Kovařík     | Č. Budějovice      | návrat z hostování |
| 2008/09 | Česko    | Pavel Fořt      | FC Toulouse        | hostování          |
| 2008/09 | Česko    | Josef Kaufman   | FK Teplice         | [ 7 ]              |
| 2008/09 | Česko    | Aleš Besta      | 1.FC Brno          | [ 8 ]              |
| 2008/09 | Česko    | Tomáš Pekhart   | Tottenham Hotspur  | hostování          |
| 2008/09 | Česko    | Petr Trapp      | Viktoria Plzeň     | [ 10 ]             |
| 2008/09 | Brazílie | James Dens      | Malucelli Futebol  | [ 10 ]             |
| 2008/09 | Lotyšsko | Deniss Romanovs | FC Dinamo Bukurešť | [ 11 ]             |

| sezóna  | stát      | jméno           | odkud přišel     | poznámka             |
| ------- | --------- | --------------- | ---------------- | -------------------- |
| 2008/09 | Česko     | Tomáš Necid     | PFC CSKA Moskva  | cca 120 mil Kč       |
| 2008/09 | Slovensko | Matej Krajčík   | Reggina Calcio   | volný hráč           |
| 2008/09 | Česko     | Lukáš Vácha     | FC Baník Ostrava | hostování s opcí     |
| 2008/09 | Česko     | Martin Latka    | Panionios GSS    | [ 15 ]               |
| 2008/09 | Kapverdy  | Mickael Tavares | Hamburger SV     | [ 16 ]               |
| 2008/09 | Česko     | Michal Vorel    | FC Dukla Praha   | hostování (1/2 roku) |
| 2008/09 | Makedonie | Goce Toleski    | SK Sigma Olomouc | hostování (1/2 roku) |
| 2008/09 | Česko     | Zdeněk Šenkeřík | Stabaek IF       | hostování            |

### Rezervní tým
Hraje ČFL.
| #  | Pozice | Hráč            |
| -- | ------ | --------------- |
|    | B      | Josef Bezkočka  |
| 22 | B      | Martin Berkovec |
| 7  | O      | Michal Held     |
| 14 | O      | Jaroslav Starý  |
| 13 | O      | Radek Šulc      |
|    | O      | Pavel Čmovš     |
|    | O      | Jiří Studík     |
|    | Z      | Jan Bauer       |
| 3  | Z      | Petr Kobler     |
| 10 | Z      | Petr Javorek    |

| #  | Pozice | Hráč           |
| -- | ------ | -------------- |
| 12 | Z      | Štěpán Koreš   |
| 18 | Z      | Petr Novotný   |
| 17 | Z      | Zdeněk Zahálka |
| 16 | Z      | Štěpán Šimeček |
|    | Z      | Milan Černý    |
|    | Z      | Jan Kovařík    |
|    | Ú      | Karel Zelinka  |
| 11 | Ú      | Petr Hošek     |
|    | Ú      | Libor Tafat    |

### Změny v kádru rezervního týmu v letním přestupovém období 2008–2009
| sezóna  | stát      | jméno            | odkud přišel         | poznámka        |
| ------- | --------- | ---------------- | -------------------- | --------------- |
| 2008/09 | Česko     | Tomáš Dubský     | SK Sparta Krč        | Konec hostování |
| 2008/09 | Česko     | Michal Held      | FK Baník Sokolov     | Konec hostování |
| 2008/09 | Česko     | Jan Bauer        | FK Baník Sokolov     | Konec hostování |
| 2008/09 | Česko     | Martin Bayer     | FK Baník Sokolov     | Konec hostování |
| 2008/09 | Česko     | Karel Zelinka    | Dynamo ČB            | Konec hostování |
| 2008/09 | Česko     | Karel Kratochvíl | Šachťor Karaganda    | Konec hostování |
| 2008/09 | Česko     | Martin Berkovec  | A - dorost           |                 |
| 2008/09 | Česko     | Martin Dostál    | A - dorost           |                 |
| 2008/09 | Česko     | Štěpán Koreš     | A - dorost           |                 |
| 2008/09 | Slovensko | Peter Krajčovič  | A - dorost           |                 |
| 2008/09 | Česko     | Petr Novotný     | A - dorost           |                 |
| 2008/09 | Česko     | Štěpán Šimeček   | A - dorost           |                 |
| 2008/09 | Česko     | Radek Šulc       | A - dorost           |                 |
| 2008/09 | Česko     | Radek Gulajev    | SK Uničov            |                 |
| 2008/09 | Česko     | Ondřej Honka     | AC Sparta Praha      |                 |
| 2008/09 | Česko     | Petr Javorek     | FK Kolín             |                 |
| 2008/09 | Maďarsko  | Norbert Kerek    | FC Videoton Fehérvár |                 |

| sezóna  | stát      | jméno            | kam odešel          | poznámka  |
| ------- | --------- | ---------------- | ------------------- | --------- |
| 2008/09 | Česko     | Tomáš Dubský     | SK Kladno           | hostování |
| 2008/09 | Česko     | Jakub Kučera     | SK Motorlet Praha   | hostování |
| 2008/09 | Srbsko    | Milan Vukovič    | FK Baumit Jablonec  | [ 18 ]    |
| 2008/09 | Česko     | Martin Abraham   | AEK Larnaka         | hostování |
| 2008/09 | Česko     | Josef Komárek    | FC Písek            |           |
| 2008/09 | Česko     | Karel Kratochvíl | FK Bohemians Praha  |           |
| 2008/09 | Česko     | Radek Sláma      | FC Hradec Králové   |           |
| 2008/09 | Česko     | Martin Bayer     | FK Dukla Praha      | [ 19 ]    |
| 2008/09 | Slovensko | Martin Gabriel   | SK Hlavice          | Hostování |
| 2008/09 | Česko     | Martin Dostál    | SK Union Čelákovice | Hostování |
| 2008/09 | Slovensko | Peter Krajčovič  | FC Jílové           | Hostování |
| 2008/09 | Maďarsko  | Norbert Kerek    | FC Jílové           | Hostování |
| 2008/09 | Česko     | Jakub Vrgačka    | SK Motorlet Praha   | hostování |
| 2008/09 | Česko     | Radek Šulc       | SK Motorlet Praha   | hostování |

### Změny v kádru v zimním přestupovém období 2008–2009
| sezóna  | stát  | jméno       | odkud přišel        | poznámka           |
| ------- | ----- | ----------- | ------------------- | ------------------ |
| 2008/09 | Česko | Pavel Čmovš | Dorost              | [ 20 ]             |
| 2008/09 | Česko | Jan Kovařík | Č. Budějovice       | návrat z hostování |
| 2008/09 | Česko | Libor Tafat | TJ Chanos Chanovice | hostování          |

| sezóna  | stát      | jméno           | odkud přišel        | poznámka  |
| ------- | --------- | --------------- | ------------------- | --------- |
| 2008/09 | Česko     | Tomáš Dubský    | SK Kladno           | [ 22 ]    |
| 2008/09 | Česko     | Adam Klavík     | Č. Budějovice       | [ 23 ]    |
| 2008/09 | Česko     | Jan Hanuš       | SK Sparta Krč       | hostování |
| 2008/09 | Česko     | Marek Boháč     | Viktoria Žižkov     | hostování |
| 2008/09 | Česko     | Martin Dostál   | SK Union Čelákovice | hostování |
| 2008/09 | Slovensko | Martin Gabriel  | Dvůr Králové        | hostování |
| 2008/09 | Česko     | Radek Gulajev   | FK OEZ Letohrad     | hostování |
| 2008/09 | Česko     | Ondřej Honka    | FK OEZ Letohrad     | hostování |
| 2008/09 | Slovensko | Peter Krajčovič | Jaslovské Bohunice  | hostování |
| 2008/09 | Slovensko | Roman Švamberk  | FC Graffin Vlašim   | hostování |

## Hráčské statistiky
Aktuální k závěru sezony
|        |                        | Přátelsky | Přátelsky   | Přátelsky | Přátelsky | Přátelsky | Liga a Pohár ČMFS | Liga a Pohár ČMFS | Liga a Pohár ČMFS | Liga a Pohár ČMFS | Liga a Pohár ČMFS | Evropské poháry | Evropské poháry | Evropské poháry | Evropské poháry | Evropské poháry |                    |
| Pozice | Jméno                  | Zápasy    | Čistá konta | Minuty    |           | Vyloučení | Zápasy            | Čistá konta       | Minuty            |                   | Vyloučení         | Zápasy          | Čistá konta     | Minuty          |                 | Vyloučení       | Národnost          |
| B      | Jakub Diviš            | 13        | 10          | 585       | 0         | 0         | 2/0               | 1/0               | 183               | 1                 | 0                 | 1               | 0               | 94              | 1               | 0               | Česko              |
| B      | Martin Vaniak          | 15        | 8           | 935       | 0         | 0         | 17/16             | 9/5               | 3038              | 0                 | 1                 | 7               | 3               | 650             | 0               | 1               | Česko              |
| B      | Michal Vorel†          | 5         | 2           | 250       | 0         | 0         | 0/-               | 0/-               | 0                 | 0                 | 0                 | 0               | 0               | 0               | 0               | 0               | Česko              |
| B      | Deniss Romanovs±       | 1         | 1           | 90        | 0         | 0         | -/2               | -/2               | 180               | 0                 | 0                 | 0               | 0               | 0               | 0               | 0               | Lotyšsko           |
| Pozice | Jméno                  | Zápasy    | Gól         | Minuty    |           | Vyloučení | Zápasy            | Gól               | Minuty            |                   | Vyloučení         | Zápasy          | Gól             | Minuty          |                 | Vyloučení       | Národnost          |
| O      | Erich Brabec           | 18        | 1           | 1115      | 4         | 0         | 16/16             | 0/0               | 2953              | 7                 | 0                 | 8               | 1               | 744             | 1               | 0               | Česko              |
| O      | Ronald Šiklić          | 16        | 1           | 810       | 0         | 0         | 5/4               | 1/0               | 560               | 3                 | 0                 | 1               | 0               | 94              | 0               | 0               | Chorvatsko         |
| O      | Marek Suchý            | 12        | 0           | 776       | 0         | 0         | 17/15             | 0/0               | 2953              | 5                 | 0                 | 8               | 0               | 744             | 2               | 0               | Česko              |
| O      | Theodor Gebre Selassie | 11        | 0           | 630       | 0         | 0         | 2/-               | 0/-               | 94                | 0                 | 0                 | 1               | 0               | 53              | 0               | 0               | Česko              |
| O      | Marek Kindel           | 4         | 0           | 175       | 0         | 0         | 2/0               | 0/0               | 183               | 0                 | 0                 | 0               | 0               | 0               | 0               | 0               | Česko              |
| O      | Martin Latka†          | 11        | 0           | 655       | 0         | 0         | 11/-              | 0/-               | 681               | 2                 | 0                 | 4               | 0               | 206             | 1               | 0               | Česko              |
| O      | David Hubáček          | 17        | 0           | 1025      | 0         | 0         | 14/17             | 0/0               | 2702              | 4                 | 0                 | 8               | 0               | 588             | 0               | 0               | Česko              |
| O      | Matej Krajčík†         | 9         | 0           | 429       | 0         | 0         | 15/-              | 0/-               | 1398              | 3                 | 0                 | 8               | 0               | 670             | 2               | 0               | Slovensko          |
| O      | Tomáš Jablonský        | 9         | 1           | 498       | 0         | 0         | 2/1               | 0/0               | 174               | 0                 | 0                 | 0               | 0               | 0               | 0               | 0               | Česko              |
| O      | Jan Hošek              | 14        | 3           | 892       | 0         | 0         | 0/7               | 0/0               | 599               | 1                 | 0                 | 0               | 0               | 0               | 0               | 0               | Česko              |
| O      | František Dřížďal      | 1         | 0           | 90        | 0         | 0         | 0/7               | 0/0               | 529               | 0                 | 0                 | 0               | 0               | 0               | 0               | 0               | Česko              |
| O      | Josef Kaufman±         | 5         | 0           | 337       | 0         | 0         | -/0               | -/0               | 0                 | 0                 | 0                 | 0               | 0               | 0               | 0               | 0               | Česko              |
| Pozice | Jméno                  | Zápasy    | Gól         | Minuty    |           | Vyloučení | Zápasy            | Gól               | Minuty            |                   | Vyloučení         | Zápasy          | Gól             | Minuty          |                 | Vyloučení       | Národnost          |
| Z      | James Dens±            | 1         | 0           | 90        | 0         | 0         | -/0               | -/0               | 0                 | 0                 | 0                 | 0               | 0               | 0               | 0               | 0               | Brazílie           |
| Z      | Petr Janda             | 12        | 1           | 622       | 0         | 0         | 11/14             | 1/0               | 1354              | 2                 | 0                 | 5               | 0               | 234             | 0               | 0               | Česko              |
| Z      | Marek Jarolím          | 17        | 4           | 1117      | 0         | 0         | 18/17             | 3/4               | 2311              | 1                 | 0                 | 7               | 0               | 520             | 0               | 0               | Česko              |
| Z      | Amadou Cissé           | 17        | 0           | 909       | 1         | 0         | 1/2               | 0/0               | 200               | 1                 | 0                 | 1               | 0               | 5               | 0               | 0               | Guinea · Francie   |
| Z      | Tijani Belaid          | 23        | 1           | 666       | 0         | 0         | 13/15             | 8/1               | 1950              | 3                 | 0                 | 8               | 0               | 591             | 2               | 0               | Tunisko · Francie  |
| Z      | Vladimír Šmicer        | 4         | 2           | 167       | 0         | 0         | 11/0              | 3/0               | 534               | 1                 | 0                 | 4               | 0               | 104             | 0               | 0               | Česko              |
| Z      | Dušan Švento           | 15        | 0           | 917       | 0         | 0         | 12/16             | 0/0               | 2206              | 1                 | 0                 | 6               | 0               | 361             | 1               | 0               | Slovensko          |
| Z      | Ladislav Volešák       | 9         | 1           | 436       | 1         | 0         | 11/4              | 6/0               | 920               | 4                 | 0                 | 3               | 0               | 137             | 0               | 0               | Česko              |
| Z      | Mickaël Tavares†       | 12        | 0           | 722       | 0         | 0         | 16/-              | 1/-               | 1415              | 2                 | 0                 | 7               | 0               | 652             | 0               | 0               | Kapverdy · Francie |
| Z      | Jaroslav Černý         | 15        | 5           | 898       | 0         | 0         | 14/12             | 2/0               | 2127              | 0                 | 0                 | 6               | 1               | 509             | 1               | 0               | Česko              |
| Z      | Peter Grajciar         | 10        | 2           | 630       | 0         | 0         | 0/12              | 0/1               | 742               | 4                 | 0                 | 0               | 0               | 0               | 0               | 0               | Slovensko          |
| Z      | Petr Trapp±            | 2         | 0           | 171       | 1         | 0         | -/8               | -/0               | 607               | 2                 | 0                 | 0               | 0               | 0               | 0               | 0               | Česko              |
| Z      | Milan Černý            | 0         | 0           | 0         | 0         | 0         | 0/10              | 0/2               | 755               | 2                 | 0                 | 0               | 0               | 0               | 0               | 0               | Česko              |
| Z      | Jan Kovařík            | 0         | 0           | 0         | 0         | 0         | 0/1               | 0/0               | 12                | 0                 | 0                 | 0               | 0               | 0               | 0               | 0               | Česko              |
| Pozice | Jméno                  | Zápasy    | Gól         | Minuty    |           | Vyloučení | Zápasy            | Gól               | Minuty            |                   | Vyloučení         | Zápasy          | Gól             | Minuty          |                 | Vyloučení       | Národnost          |
| Ú      | Tomáš Necid†           | 6         | 0           | 186       | 0         | 0         | 17/-              | 12/-              | 1408              | 3                 | 0                 | 7               | 0               | 562             | 2               | 0               | Česko              |
| Ú      | Goce Toleski†          | 15        | 5           | 694       | 1         | 0         | 11/-              | 6/-               | 556               | 1                 | 0                 | 2               | 0               | 62              | 0               | 0               | Makedonie          |
| Ú      | Zdeněk Šenkeřík†       | 17        | 4           | 845       | 0         | 0         | 9/-               | 2/-               | 435               | 0                 | 0                 | 5               | 0               | 254             | 0               | 0               | Česko              |
| Ú      | Milan Ivana            | 18        | 2           | 877       | 1         | 0         | 10/11             | 2/3               | 868               | 0                 | 0                 | 5               | 0               | 247             | 0               | 0               | Slovensko          |
| Ú      | Gianluca Litteri       | 0         | 0           | 0         | 0         | 0         | 4/0               | 2/0               | 223               | 0                 | 0                 | 1               | 0               | 12              | 0               | 0               | Itálie             |
| Ú      | Pavel Fořt±            | 7         | 5           | 360       | 0         | 0         | -/17              | -/5               | 1239              | 4                 | 0                 | 0               | 0               | 0               | 0               | 0               | Česko              |
| Ú      | Aleš Besta±            | 6         | 1           | 334       | 0         | 0         | -/10              | -/1               | 649               | 2                 | 0                 | 0               | 0               | 0               | 0               | 0               | Česko              |
| Ú      | Tomáš Pekhart±         | 2         | 0           | 66        | 1         | 0         | -/15              | -/3               | 616               | 0                 | 0                 | 0               | 0               | 0               | 0               | 0               | Česko              |
|        |                        |           |             |           |           |           |                   |                   |                   |                   |                   |                 |                 |                 |                 |                 |                    |
| Ú      | Sead Hadzibulić        | 3         | 0           | 170       | 0         | 0         | 0                 | 0                 | 0                 | 0                 | 0                 | 0               | 0               | 0               | 0               | 0               |                    |
| Ú      | Eldin Adilović         | 3         | 1           | 120       | 0         | 0         | 0                 | 0                 | 0                 | 0                 | 0                 | 0               | 0               | 0               | 0               | 0               |                    |
| Z      | Max Kali               | 1         | 0           | 39        | 0         | 0         | 0                 | 0                 | 0                 | 0                 | 0                 | 0               | 0               | 0               | 0               | 0               |                    |
| O      | Jan Jelínek            | 1         | 0           | 33        | 0         | 0         | 0                 | 0                 | 0                 | 0                 | 0                 | 0               | 0               | 0               | 0               | 0               |                    |
|        |                        |           |             |           |           |           |                   |                   |                   |                   |                   |                 |                 |                 |                 |                 |                    |

Vysvětlivky: † = odehrál pouze podzimní část, ± = odehrál pouze jarní část.

## Zápasy

### Letní přípravné zápasy
| Datum      | Soupeř                   | Místo                                | Výsledek | Střelci Slavie                                           |
| ---------- | ------------------------ | ------------------------------------ | -------- | -------------------------------------------------------- |
| 25/06/2008 | FC Nitra                 | Stadion Eden, Praha                  | 3-1      | 31' Janda, 35' Toleski, 70' J.Černý                      |
| 28/06/2008 | Viktoria Plzeň           | Stadion Přátelství, Strahov, Praha   | 0-1      |                                                          |
| 28/06/2008 | Viktoria Plzeň           | Stadion Přátelství, Strahov, Praha   | 5-2      | 8' Šenkeřík, 24' 28' Toleski, 64' J.Černý, 83' Jablonský |
| 02/07/2008 | SK Kladno                | Stadion Přátelství, Strahov, Praha   | 1-1      | 78' Hošek                                                |
| 05/07/2008 | FK Jablonec 97           | Čelákovice                           | 2-0      | 35' Ivana, 48' Adilović)                                 |
| 05/07/2008 | FK Mladá Boleslav        | Čelákovice                           | 0-3      | [ 27 ]                                                   |
| 08/07/2008 | TJ Jiskra Domažlice      | Stadion Střelnice, Domažlice         | 1-0      | 45' J.Černý                                              |
| 14/07/2008 | SSV Jahn 2000 Regensburg | Neustadt an der Donau, Bavorsko, SRN | 3-0      | 18' 21' Jarolím, 46' Belaid                              |
| 17/07/2008 | FC Ingolstadt 04         | Pförring, Bavorsko, SRN              | 2-1      | 45' Brabec, 88' Šiklić                                   |
| 23/07/2008 | FC Hradec Králové        | Stadion Eden, Praha                  | 3-2      | 20' Šenkeřík, 73' Toleski, 90' Volešák                   |
| 27/07/2008 | Írán                     | Stadion Eden, Praha                  | 1-0      | 43' J.Černý                                              |

### Zimní přípravné zápasy
| Datum                        | Soupeř                       | Místo                                                              | Výsledek                     | Střelci Slavie                         |                              |
| Fortuna Víkend šampionů 2009 | Fortuna Víkend šampionů 2009 | Fortuna Víkend šampionů 2009                                       | Fortuna Víkend šampionů 2009 | Fortuna Víkend šampionů 2009           | Fortuna Víkend šampionů 2009 |
| ---------------------------- | ---------------------------- | ------------------------------------------------------------------ | ---------------------------- | -------------------------------------- | ---------------------------- |
| 10/01/2009                   | Bohemians 1905               | O2 arena, Praha                                                    | 2-2                          | Šenkeřík, Ivana                        |                              |
| 10/01/2009                   | Austria Vídeň                | O2 arena, Praha                                                    | 3-0                          | Tavares, Šiklič, J. Černý              |                              |
| 10/01/2009                   | Slovan Liberec               | O2 arena, Praha                                                    | 2-3                          | Ivana, J. Černý                        |                              |
| 11/01/2009                   | Slovan Bratislava            | O2 arena, Praha                                                    | 3-2 (pen. 3-2)               | Grajciar, Belaid, rozh. penalta Belaid |                              |
| Tipsport liga 2009           |                              |                                                                    |                              |                                        |                              |
| 10/01/2009                   | 1. FK Příbram                | Eden umt, Praha                                                    | 1-3                          | 45' (pen) Kovařík                      |                              |
| 10/01/2009                   | Bohemians 1905               | Eden umt, Praha                                                    | 1-2                          | 69' Jarolím                            |                              |
| 11/01/2009                   | Viktoria Plzeň               | Eden umt, Praha                                                    | 1-2                          | 89' Gulajev                            |                              |
|                              |                              |                                                                    |                              |                                        |                              |
| 21/01/2009                   | FK Siad Most                 | hřiště FK Slavoj Vyšehrad, Praha                                   | 3-0                          | 24' Černý, 31' Šmicer, 44' Ivana       |                              |
| 24/01/2009                   | FK Teplice                   | hřiště FK Slavoj Vyšehrad, Praha                                   | 2-1                          | 2' Toleski, 16' Šmicer                 |                              |
| 27/01/2009                   | SK Kladno                    | Sportovní areál Eden, Praha                                        | 2-0                          | 40' Fořt, 58' Šenkeřík                 |                              |
| 30/01/2009                   | PFK Bunjodkor                | Jebel Ali Shooting Club, Jebel Ali, Dubaj, Spojené arabské emiráty | 1-2                          | 21' Fořt                               |                              |
| 01/02/2009                   | Lokomotiv Taškent            | Jebel Ali Shooting Club, Jebel Ali, Dubaj, Spojené arabské emiráty | 4-0                          | 11' 13' Fořt, 60' Besta, 70' Grajciar  |                              |
| 04/02/2009                   | Metalist Charkov             | Jebel Ali Shooting Club, Jebel Ali, Dubaj, Spojené arabské emiráty | 0-3                          | [ 39 ]                                 |                              |
| 07/02/2009                   | Ázerbájdžán                  | Shabab Sporting Club, Dubaj, Spojené arabské emiráty               | 2-0                          | 36' Hošek, 64' Fořt                    |                              |
| 11/02/2009                   | FC Nitra                     | Stadion Evžena Rošického, Praha                                    | 2-0                          | 85' Hošek, 90' Grajciar                |                              |
| 14/02/2009                   | Slovan Bratislava            | Stadion Eden, Praha                                                | 2-0                          | 26' Jarolím, 78' Šenkeřík              |                              |

### Gambrinus liga

#### Podzimní část
| 1. kolo 3. srpna 2008 | FC Slovan Liberec                | 2 - 1 | SK Slavia Praha | Stadion u Nisy, Liberec       |  |  |
| 20:00 CET             | Jan Nezmar 43' Petr Papoušek 73' |       | 49' Tomáš Necid | Diváci: 8794 Rozhodčí: Franěk |  |  |
|                       |                                  |       |                 |                               |  |  |

| 2. kolo 6. srpna 2008 | SK Slavia Praha     | 1 - 0 | 1. FK Příbram | Stadion Eden, Praha              |  |  |
| 18:00 CET             | Zdeněk Šenkeřík 61' |       |               | Diváci: 13168 Rozhodčí: Kocourek |  |  |
|                       |                     |       |               |                                  |  |  |

| 3. kolo 16. srpna 2008 | Viktoria Plzeň      | 1 - 1 | SK Slavia Praha | Stadion Štruncovy sady, Plzeň  |  |  |
| 17:00 CET              | Lukáš Vaculík 90+3' |       | 76' Tomáš Necid | Diváci: 7425 Rozhodčí: Příhoda |  |  |
|                        |                     |       |                 |                                |  |  |

| 4. kolo 22. srpna 2008 | SK Slavia Praha                                                                        | 5 - 0 | FC Bohemians Praha | Stadion Eden, Praha             |  |  |
| 18:30 CET              | Tijani Belaid 26' Tomáš Necid 44' Goce Toleski 52' Tijani Belaid 67' Marek Jarolím 82' |       |                    | Diváci: 10523 Rozhodčí: Kovařík |  |  |
|                        |                                                                                        |       |                    |                                 |  |  |

| 5. kolo 1. září 2008 | FC Baník Ostrava                    | 2 - 3 | SK Slavia Praha                                     | Bazaly, Ostrava              |  |  |
| 17:15 CET            | Tomáš Mičola 23' Václav Svěrkoš 72' |       | 16' Tomáš Necid 22' Tijani Belaid 64' Tijani Belaid | Diváci: 15053 Rozhodčí: Jech |  |  |
|                      |                                     |       |                                                     |                              |  |  |

| 6. kolo 15. září 2008 | SK Slavia Praha                 | 2 - 0 | FK Baumit Jablonec | Stadion Eden, Praha             |  |  |
| 17:15 CET             | Tomáš Necid 24' Tomáš Necid 43' |       |                    | Diváci: 7243 Rozhodčí: Kocourek |  |  |
|                       |                                 |       |                    |                                 |  |  |

| 7. kolo 22. září 2008 | FC Tescoma Zlín | 0 - 3 | SK Slavia Praha                                      | Letná, Zlín                   |  |  |
| 19:30 CET             |                 |       | 26' Tijani Belaid 35' Tijani Belaid 43' Goce Toleski | Diváci: 4506 Rozhodčí: Kocián |  |  |
|                       |                 |       |                                                      |                               |  |  |

| 8. kolo 28. září 2008 | SK Slavia Praha                                         | 3 - 0 | SK Sigma Olomouc | Stadion Eden, Praha          |  |  |
| 20:00 CET             | Tomáš Necid 24' Jaroslav Černý 51' Gianluca Litteri 54' |       |                  | Diváci: 9414 Rozhodčí: Mikel |  |  |
|                       |                                                         |       |                  |                              |  |  |

| 9. kolo 6. října 2008 | AC Sparta Praha | 1 - 4 | SK Slavia Praha                                                                | AXA Arena, Praha                |  |  |
| 17:15 CET             | Kamil Vacek 31' |       | 6' Vladimír Šmicer 30' Mickaël Tavares 70' Vladimír Šmicer 90' Zdeněk Šenkeřík | Diváci: 20565 Rozhodčí: Příhoda |  |  |
|                       |                 |       |                                                                                |                                 |  |  |

| 10. kolo 19. října 2008 | SK Slavia Praha                                                                             | 5 - 0 | SK Kladno | Stadion Eden, Praha              |  |  |
| 17:00 CET               | Vladimír Šmicer 14' Jaroslav Černý 56' Milan Ivana 69' Ladislav Volešák 86' Milan Ivana 90' |       |           | Diváci: 11285 Rozhodčí: Královec |  |  |
|                         |                                                                                             |       |           |                                  |  |  |

| 11. kolo 27. října 2008 | FK Mladá Boleslav | 0 - 0 | SK Slavia Praha | Městský stadion, Mladá Boleslav |  |  |
| 17:15 CET               |                   |       |                 | Diváci: 5000 Rozhodčí: Jech     |  |  |
|                         |                   |       |                 |                                 |  |  |

| 12. kolo 2. listopadu 2008 | SK Slavia Praha                 | 2 - 1 | 1. FC Brno      | Stadion Eden, Praha               |  |  |
| 15:00 CET                  | Tomáš Necid 16' Tomáš Necid 37' |       | 85' Josef Šural | Diváci: 13540 Rozhodčí: Makovička |  |  |
|                            |                                 |       |                 |                                   |  |  |

| 13. kolo 9. listopadu 2008 | SK Dynamo České Budějovice            | 2 - 2 | SK Slavia Praha                     | E.ON stadion, České Budějovice |  |  |
| 20:00 CET                  | Tomáš Necid vl. 72' Tomáš Stráský 78' |       | 35' Jan Rygel vl. 37' Tijani Belaid | Diváci: 4529 Rozhodčí: Kocián  |  |  |
|                            |                                       |       |                                     |                                |  |  |

| 14. kolo 16. listopadu 2008 | SK Slavia Praha                 | 2 - 1 | FK Viktoria Žižkov  | Stadion Eden, Praha            |  |  |
| 20:00 CET                   | Goce Toleski 18' Petr Janda 83' |       | 27' Tomáš Procházka | Diváci: 11384 Rozhodčí: Franěk |  |  |
|                             |                                 |       |                     |                                |  |  |

| 15. kolo 23. listopadu 2008 | SK Slavia Praha                                         | 3 - 1 | FK Teplice           | Stadion Eden, Praha            |  |  |
| 20:00 CET                   | Tomáš Necid (pen) 53' Tijani Belaid 70' Tomáš Necid 77' |       | 10' Štěpán Vachoušek | Diváci: 8212 Rozhodčí: Příhoda |  |  |
|                             |                                                         |       |                      |                                |  |  |

| 16. kolo 30. listopadu 2008 | 1. FK Příbram | 0 - 0 | SK Slavia Praha | Na Litavce, Příbram          |  |  |
| 20:00 CET                   |               |       |                 | Diváci: 3800 Rozhodčí: Mikel |  |  |
|                             |               |       |                 |                              |  |  |

#### Jarní část
| 17. kolo 23. února 2009 | SK Slavia Praha                 | 3 - 2 | FC Viktoria Plzeň                  | Stadion Eden, Praha          |  |  |
| 17:15 CET               | Marek Jarolím 13' 19' 67' (pen) |       | 83' Jiří Mlika 91' David Limberský | Diváci: 9517 Rozhodčí: Jílek |  |  |
|                         |                                 |       |                                    |                              |  |  |

| 18. kolo 1. března 2009 | FC Bohemians Praha | 0 - 0 | SK Slavia Praha | Stadion FK Viktoria Žižkov, Praha |  |  |
| 20:00 CET               |                    |       |                 | Diváci: 3890 Rozhodčí: Kovařík    |  |  |
|                         |                    |       |                 |                                   |  |  |

| 19. kolo 9. března 2009 | SK Slavia Praha   | 1 - 0 | FC Baník Ostrava | Stadion Eden, Praha          |  |  |
| 17:15 CET               | Marek Jarolím 25' |       |                  | Diváci: 12565 Rozhodčí: Adam |  |  |
|                         |                   |       |                  |                              |  |  |

| 20. kolo 15. března 2009 | FK Baumit Jablonec | 1 - 2 | SK Slavia Praha                  | Chance Arena, Jablonec nad Nisou |  |  |
| 20:00 CET                | David Lafata 59'   |       | 41' Pavel Fořt 87' Tomáš Pekhart | Diváci: 4106 Rozhodčí: Příhoda   |  |  |
|                          |                    |       |                                  |                                  |  |  |

| 21. kolo 22. března 2009 | SK Slavia Praha   | 1 - 0 | FC Tescoma Zlín | Stadion Eden, Praha            |  |  |
| 16:00 CET                | Tomáš Pekhart 53' |       |                 | Diváci: 12603 Rozhodčí: Franěk |  |  |
|                          |                   |       |                 |                                |  |  |

| 22. kolo 5. dubna 2009 | SK Sigma Olomouc  | 1 - 0 | SK Slavia Praha | Andrův stadion, Olomouc     |  |  |
| 20:00 CET              | David Kobylík 64' |       |                 | Diváci: 7047 Rozhodčí: Jech |  |  |
|                        |                   |       |                 |                             |  |  |

| 23. kolo 13. dubna 2009 | SK Slavia Praha | 1 - 1 | AC Sparta Praha  | Stadion Eden, Praha          |  |  |
| 17:15 CET               | Petr Janda 82'  |       | 35' Roman Hubník | Diváci: 20156 Rozhodčí: Adam |  |  |
|                         |                 |       |                  |                              |  |  |

| 24. kolo 20. dubna 2009 | SK Kladno                        | 2 - 1 | SK Slavia Praha        | Stadion Františka Kloze, Kladno |  |  |
| 17:15 CET               | Pavel Drsek 22' Tomáš Klinka 24' |       | 28' (vl.) Roman Pavlík | Diváci: 3825 Rozhodčí: Kovařík  |  |  |
|                         |                                  |       |                        |                                 |  |  |

| 25. kolo 27. dubna 2009 | SK Slavia Praha                                          | 3 - 3 | FK Mladá Boleslav                                                | Stadion Eden, Praha             |  |  |
| 19:00 CET               | vl. Tomáš Hrdlička 25' Tijani Belaid 79' Milan Černý 87' |       | 5' Michal Chramosta 36' Ludovic Sylvestre 60' Michal Papadopulos | Diváci: 11427 Rozhodčí: Příhoda |  |  |
|                         |                                                          |       |                                                                  |                                 |  |  |

| 26. kolo 3. května 2009 | 1. FC Brno      | 1 - 0 | SK Slavia Praha | Městský fotbalový stadion Srbská, Brno |  |  |
| 17:00 CET               | Tomáš Došek 26' |       |                 | Diváci: 5255 Rozhodčí: Paták           |  |  |
|                         |                 |       |                 |                                        |  |  |

| 27. kolo 10. května 2009 | SK Slavia Praha                     | 2 - 0 | SK Dynamo České Budějovice | Stadion Eden, Praha          |  |  |
| 17:00 CET                | Pavel Fořt 10' Pavel Fořt 77' (pen) |       |                            | Diváci: 10407 Rozhodčí: Jech |  |  |
|                          |                                     |       |                            |                              |  |  |

| 28. kolo 18. května 2009 | FK Viktoria Žižkov | 1 - 3 | SK Slavia Praha                                     | Stadion FK Viktoria Žižkov, Praha |  |  |
| 17:15 CET                | Pavol Straka 74'   |       | 6' Pavel Fořt 35' (vl.) Luboš Hruška 39' Pavel Fořt | Diváci: 5404 Rozhodčí: Jílek      |  |  |
|                          |                    |       |                                                     |                                   |  |  |

| 29. kolo 23. května 2009 | FK Teplice | 0 - 1 | SK Slavia Praha | Na Stínadlech, Teplice       |  |  |
| 15:00 CET                |            |       | 68' Milan Ivana | Diváci: 7054 Rozhodčí: Hájek |  |  |
|                          |            |       |                 |                              |  |  |

| 30. kolo 30. května 2009 | SK Slavia Praha                    | 2 - 2 | FC Slovan Liberec    | Stadion Eden, Praha            |  |  |
| 15:00 CET                | Peter Grajciar 21' Milan Ivana 32' |       | 44' 90' Andrej Kerić | Diváci: 17569 Rozhodčí: Drábek |  |  |
|                          |                                    |       |                      |                                |  |  |

### Pohár ČMFS

#### Jednozápasová kola
| 2. kolo 4. září 2008 | SK Rakovník | 0 - 7 | SK Slavia Praha | Rakovník                      |  |  |
| 17:00 CET            |             |       | 14' Goce Toleski 20' Marek Jarolím 24' Ronald Šiklić 30' Marek Jarolím 61' (pen) Goce Toleski 72' Gianluca Litteri 82' Ladislav Volešák | Diváci: 2145 Rozhodčí: Hrubeš |  |  |
|                      |             |       | |                               |  |  |

| 3. kolo 25. září 2008 | SK Marila Votice       | 1 - 2 | SK Slavia Praha                           | Votice                           |  |  |
| 16:30 CET             | Martin Latka 75' (vl.) |       | 22' Ladislav Volešák 58' Ladislav Volešák | Diváci: 3350 Rozhodčí: Makovička |  |  |
|                       |                        |       |                                           |                                  |  |  |

| 4. kolo 22. října 2008 | FK Spartak Sezimovo Ústí | 0 - 4 | SK Slavia Praha                                                            | Sportovní areál Soukeník, Sezimovo Ústí |  |  |
| 15:30 CET              |                          |       | 20' Goce Toleski 73' Ladislav Volešák 80' Ladislav Volešák 87' Tomáš Necid | Diváci: 4124 Rozhodčí: Jílek            |  |  |
|                        |                          |       |                                                                            |                                         |  |  |

#### Čtvrtfinále
| 1. zápas 8. dubna 2009 | FC Tescoma Zlín | 0 - 0 | SK Slavia Praha | Letná, Zlín                  |  |  |
| 18:00 CET              |                 |       |                 | Diváci: 2403 Rozhodčí: Jílek |  |  |
|                        |                 |       |                 |                              |  |  |

| odveta 23. dubna 2009 | SK Slavia Praha                                 | 3 - 0 | FC Tescoma Zlín | Stadion Eden, Praha         |  |  |
| 18:00 CET             | Tomáš Pekhart 4' Milan Černý 26' Aleš Besta 81' |       |                 | Diváci: 3457 Rozhodčí: Jech |  |  |
|                       |                                                 |       |                 |                             |  |  |

#### Semifinále
| 1. zápas 6. května 2009 | SK Slavia Praha | 0 - 1 | 1. FC Slovácko    | Stadion Eden, Praha           |  |  |
| 18:00 CET               |                 |       | 63' René Formánek | Diváci: 2463 Rozhodčí: Hrubeš |  |  |
|                         |                 |       |                   |                               |  |  |

| odveta 13. května 2009 | 1. FC Slovácko                 | 2 - 1 | SK Slavia Praha | Městský fotbalový stadion Miroslava Valenty, Uherské Hradiště |  |  |
| 18:30 CET              | Václav Ondřejka 84' Cléber 90' |       | 65' Milan Ivana | Diváci: 8121 Rozhodčí: Franěk                                 |  |  |
|                        |                                |       |                 |                                                               |  |  |

### Liga mistrů UEFA

#### 3. předkolo
| 12. srpna 2008 | ACF Fiorentina                       | 2 - 0 | SK Slavia Praha   | Stadio Artemio Franchi, Florencie, Itálie |  |  |
| 20:00 CET      | Adrian Mutu 3' Alberto Gilardino 58' |       | 62' Tijani Belaid | Diváci: 40000 Rozhodčí: Webb              |  |  |
|                |                                      |       |                   |                                           |  |  |

| 27. srpna 2008 | SK Slavia Praha | 0 - 0 | ACF Fiorentina    | Stadion Eden, Praha           |  |  |
| 20:45 CET      |                 |       | 74' Massimo Gobbi | Diváci: 14943 Rozhodčí: Layec |  |  |
|                |                 |       |                   |                               |  |  |

### Pohár UEFA

#### První kolo
| 1. zápas 18. září 2008 | SK Slavia Praha                                      | 0 - 0 | FC Vaslui                                                                    | Stadion Eden, Praha               |  |  |
| 19:15 CET              | Marek Suchý 43' Tijani Belaid 49' Jaroslav Černý 59' |       | 28' Mike Temwanjera 50' Petar Jovanović 63' Ousmane Ndoye 88' Neven Marković | Diváci: 7781 Rozhodčí: Paniašvili |  |  |
|                        |                                                      |       |                                                                              |                                   |  |  |

| odveta 2. října 2008 | FC Vaslui                                                    | 1 - 1 | SK Slavia Praha                                                        | Municipal, Vaslui, Rumunsko     |  |  |
| 19:30 CET            | Lucian Burdujan 23' Lucian Burdujan 38' Stanislav Genčev 75' |       | 49' Erich Brabec 72' Tomáš Necid 90+2' Martin Latka 90+4' Erich Brabec | Diváci: 10000 Rozhodčí: Cartney |  |  |
|                      |                                                              |       |                                                                        |                                 |  |  |

#### Skupiny
| Poř. | Tým             | Z | V | R | P | VG | OG | B |
| ---- | --------------- | - | - | - | - | -- | -- | - |
| 1.   | Hamburger SV    | 4 | 3 | 0 | 1 | 7  | 3  | 9 |
| 5.   | AFC Ajax        | 4 | 2 | 1 | 1 | 5  | 4  | 7 |
| 3.   | Aston Villa FC  | 4 | 2 | 0 | 2 | 5  | 6  | 6 |
| 4.   | MŠK Žilina      | 4 | 1 | 1 | 2 | 3  | 4  | 4 |
| 5.   | SK Slavia Praha | 4 | 0 | 2 | 2 | 2  | 5  | 2 |

| 1. kolo 6. listopadu 2008 | SK Slavia Praha | 0 - 1 | Aston Villa FC                                                       | Stadion Eden, Praha               |  |  |
| 20:45 CET                 |                 |       | 26' John Carew 36' Craig Gardner 63' Steve Sidwell 82' Bradley Guzan | Diváci: 20322 Rozhodčí: Kapitanis |  |  |
|                           |                 |       |                                                                      |                                   |  |  |

| 2. kolo 27. listopadu 2008 | MŠK Žilina           | 0 - 0 | SK Slavia Praha                                    | Štadión pod Dubňom, Žilina     |  |  |
| 18:30 CET                  | Vladimír Leitner 71' |       | 19' Dušan Švento 62' Tomáš Necid 79' Matej Krajčík | Diváci: 8789 Rozhodčí: Stavrev |  |  |
|                            |                      |       |                                                    |                                |  |  |

| 3. kolo 4. prosince 2008 | SK Slavia Praha                     | 0 - 2 | Hamburger SV                                                            | Stadion Eden, Praha                   |  |  |
| 20:45 CET                | Matej Krajčík 35' Martin Vaniak 91' |       | 31' Ivica Olić 81' Guy Demel 91' Mladen Petrić (pen) 92' Jerome Boateng | Diváci: 17368 Rozhodčí: Selçuk Dereli |  |  |
|                          |                                     |       |                                                                         |                                       |  |  |

| 4. kolo 17. prosince 2008 | AFC Ajax                                                                  | 2 - 2 | SK Slavia Praha                                                                   | Amsterdam ArenA, Amsterdam     |  |  |
| 20:45 CET                 | Jan Vertonghen 3' Luis Suárez 66' Vurnon Anita 83' Luis Suárez (pen.) 91' |       | 12' Jaroslav Černý 40' Gregory van den Wiel (vl.) 76' Marek Suchý 93' Jakub Diviš | Diváci: 30324 Rozhodčí: Kaldma |  |  |
|                           |                                                                           |       |                                                                                   |                                |  |  |